# Vice-président de la république fédérative du Brésil
Le vice-président de la république fédérative du Brésil est le deuxième personnage de l’État brésilien. Le vice-président de la République a pour rôle de se substituer au président de la République en cas de voyage à l'étranger, de démission ou destitution par procédure d'impeachment. Il doit également conseiller le président en cas de nécessité. La Constitution brésilienne de 1988, permet qu'une loi complémentaire donne de nouvelles attributions au vice-président. Sept vice-présidents sont devenus président après qu'un événement a interrompu le mandat du titulaire. De 1891 à 1964, le vice-président de la République occupait également la fonction de président du Sénat.
L'actuel titulaire de la fonction est Geraldo Alckmin depuis le 1er janvier 2023.

## Conditions
Pour être vice-président de la République, le candidat doit être né au Brésil, avoir au moins 35 ans, être affilié a un parti politique et être à jour avec la justice électorale.

## Élection et prise de fonction
Le vice-président de la république fédérative du Brésil est élu en même temps que le président de la République, pour un mandat de quatre ans, renouvelable une fois consécutivement. Sa prise de fonction intervient le 1er janvier.

## Lieu de travail et résidence officielle
Depuis 1977, le bureau de travail officiel du vice-président de la République est une annexe du palais du Planalto, le palais présidentiel. Sa résidence officielle est le palais du Jaburu, situé au bord du lagon de Jaburu, à côté du lac Paranoá et non loin du palais de l'Aurore, résidence officielle du président de la République.

Images du palais du Jaburu
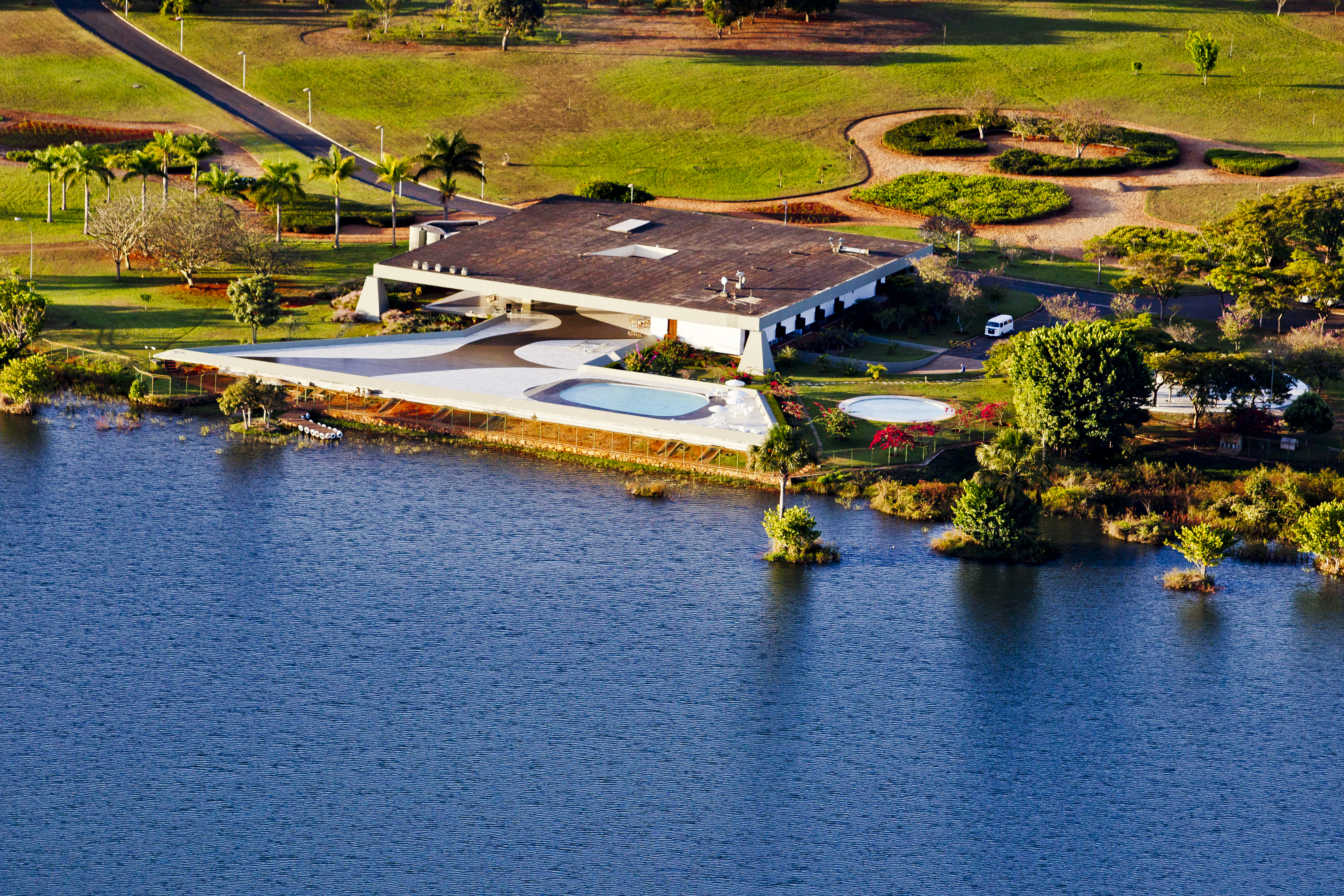
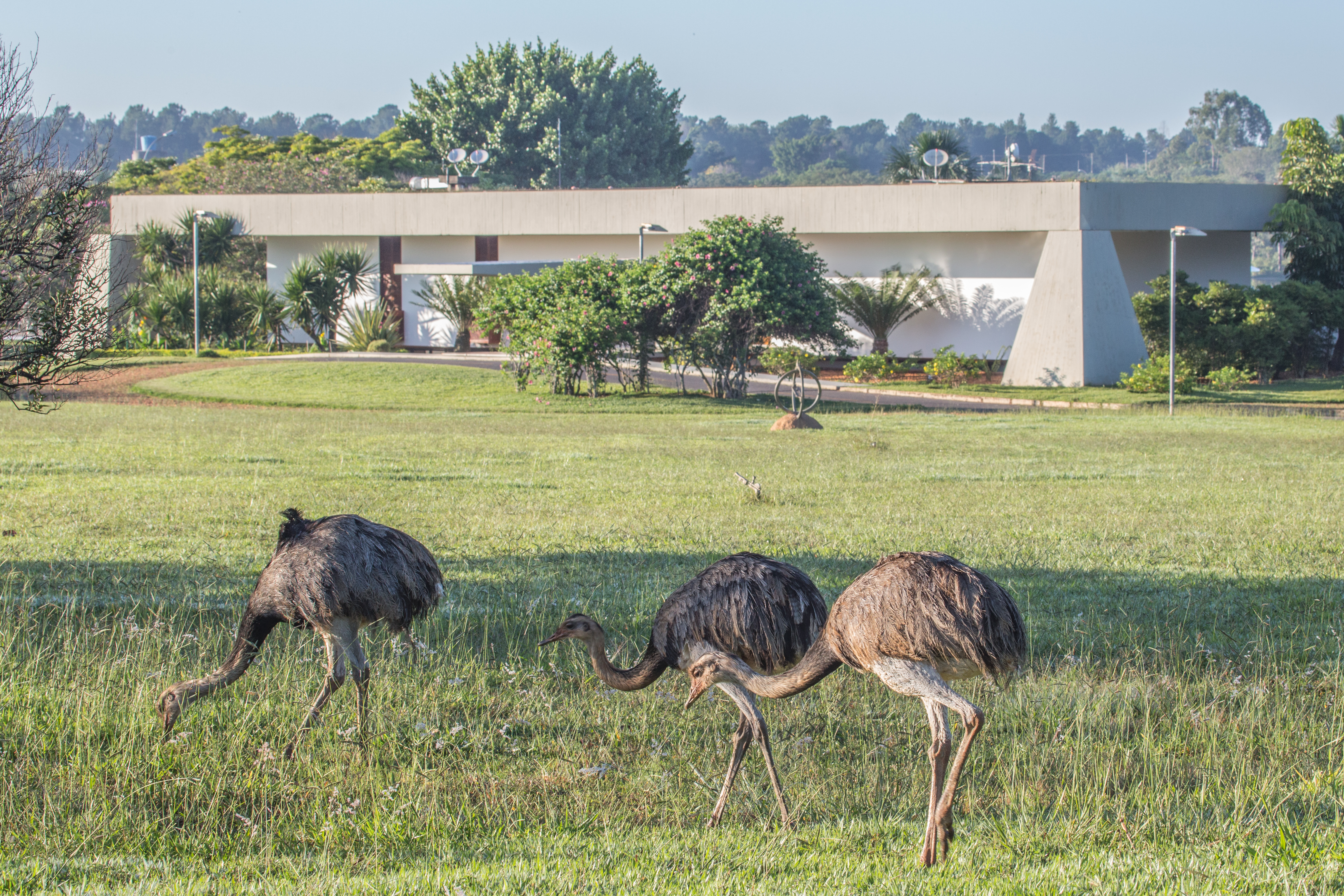
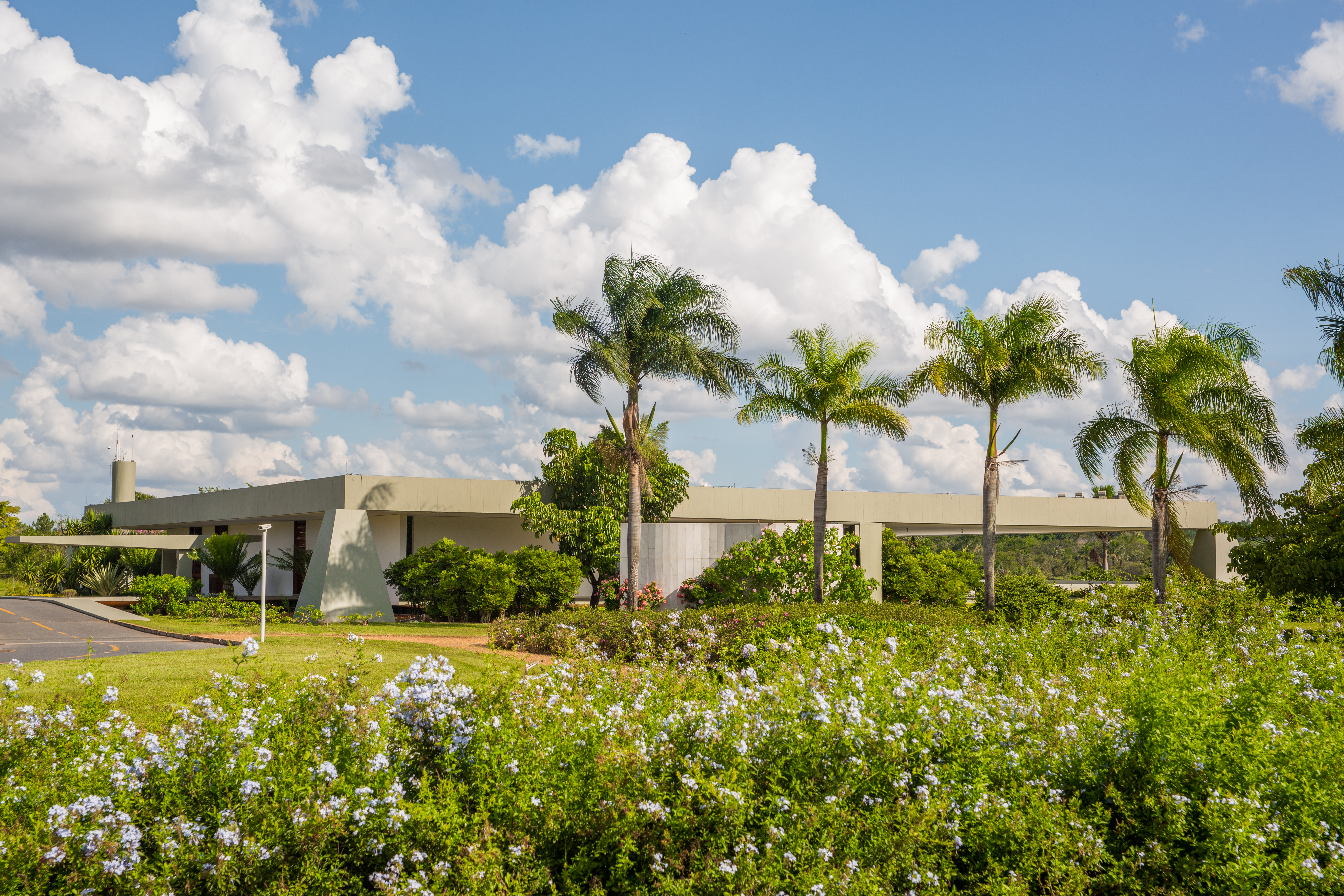
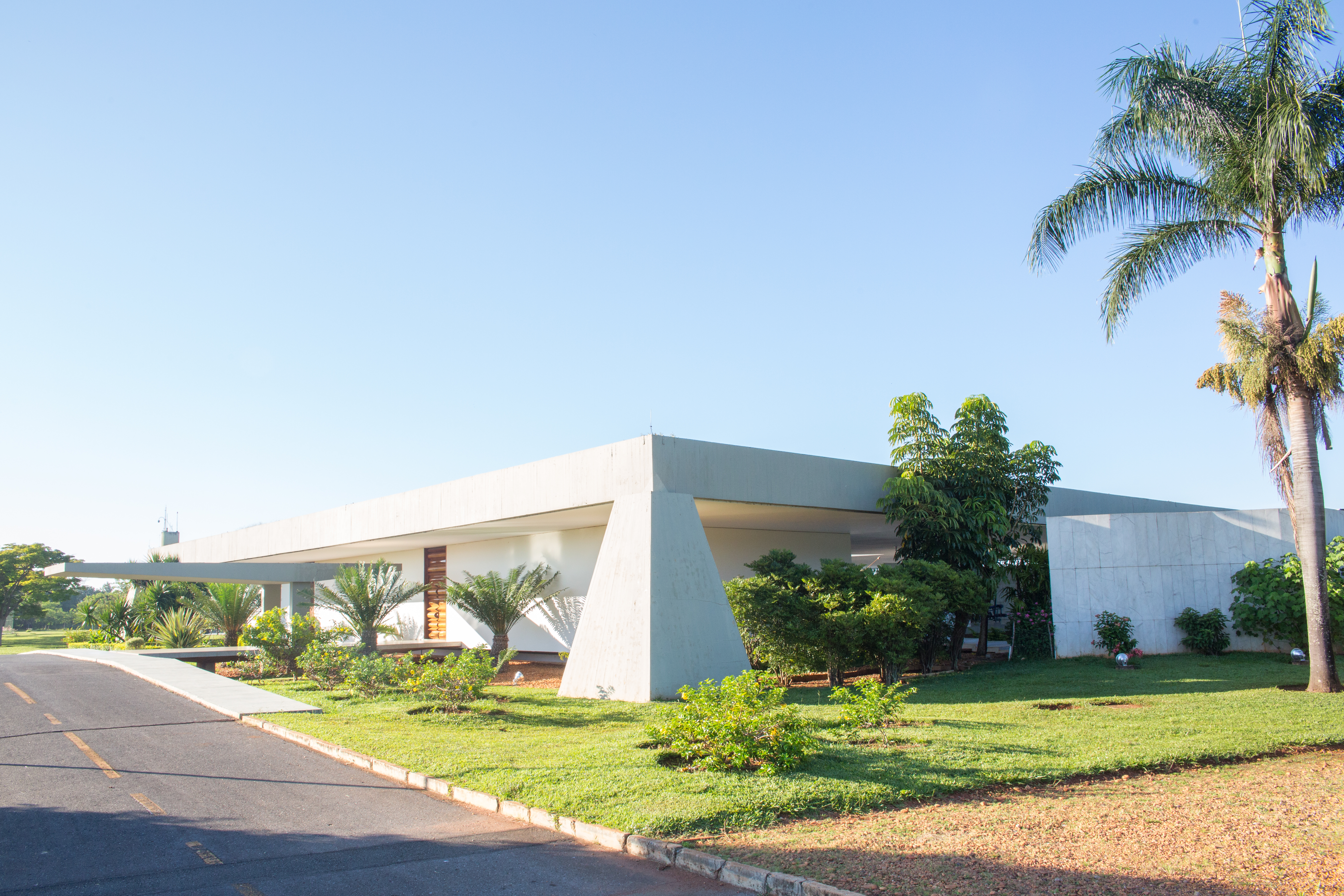
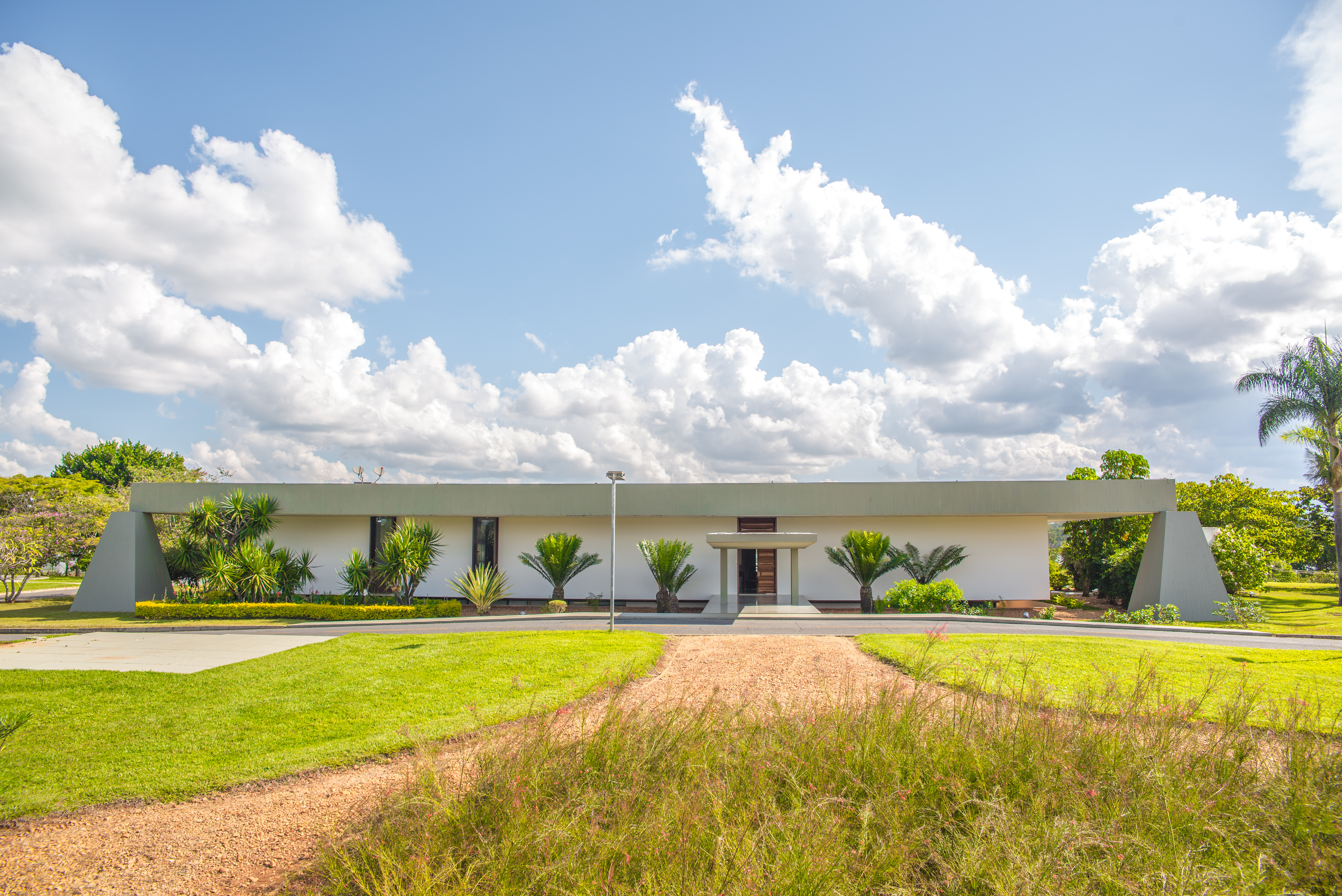
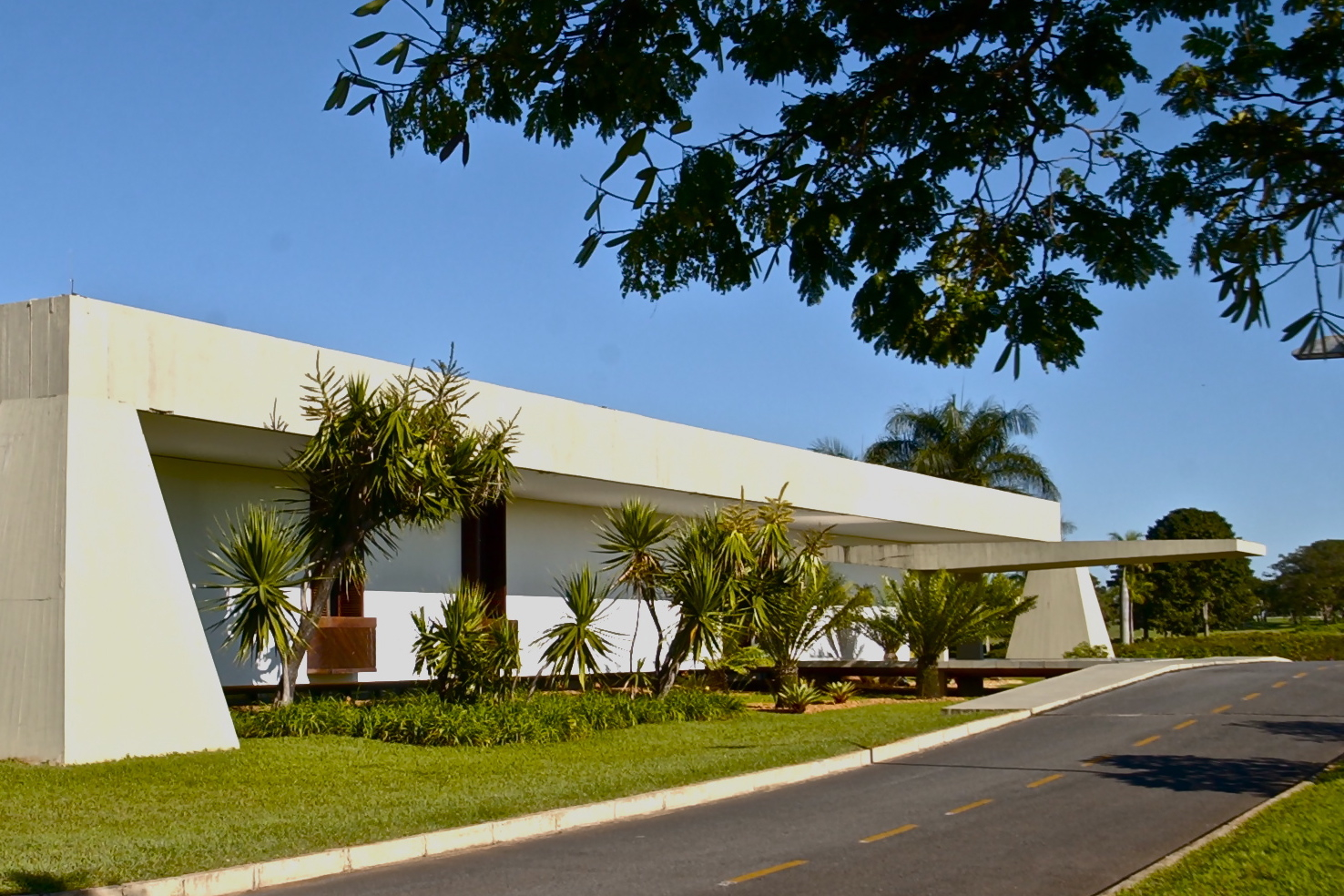
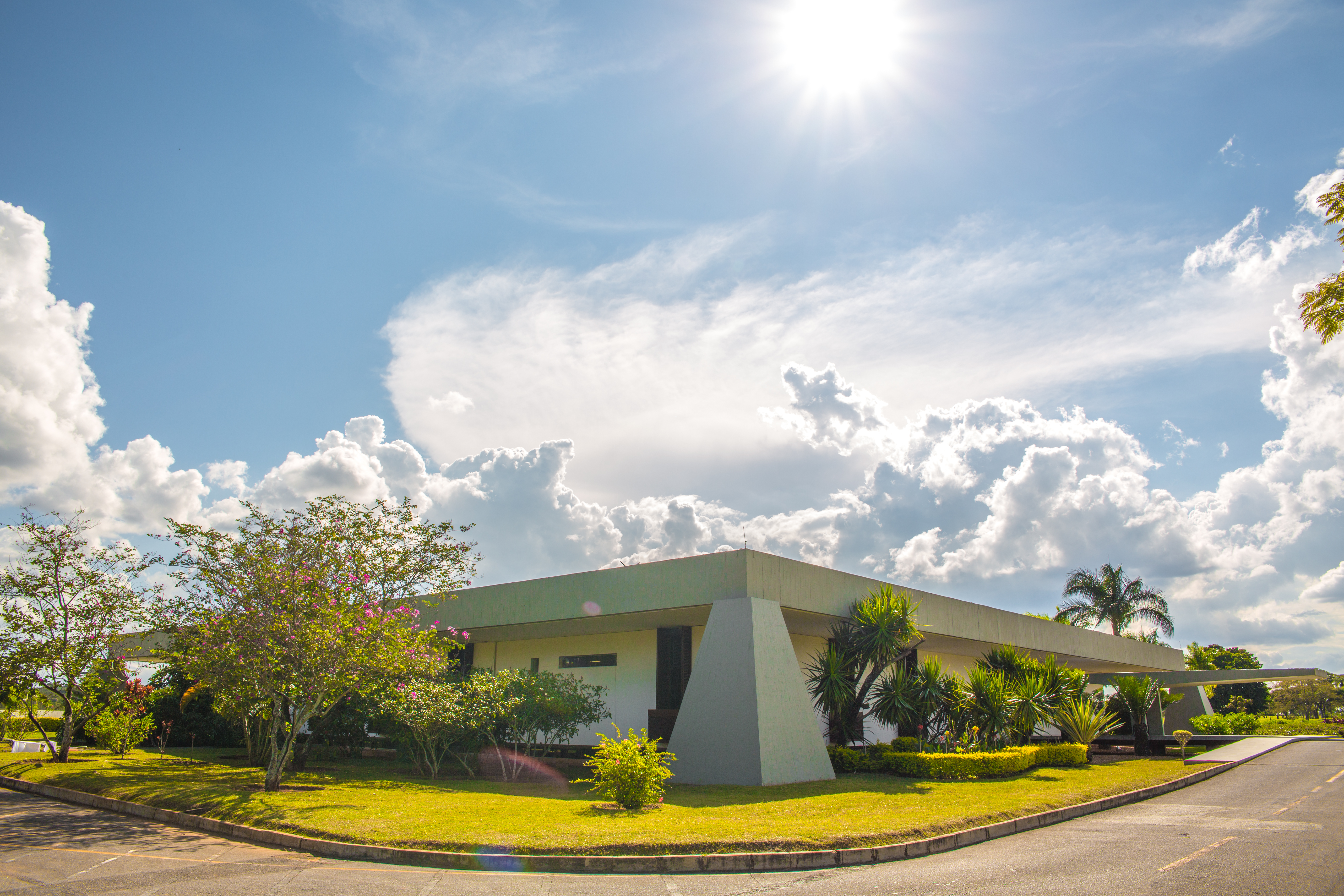
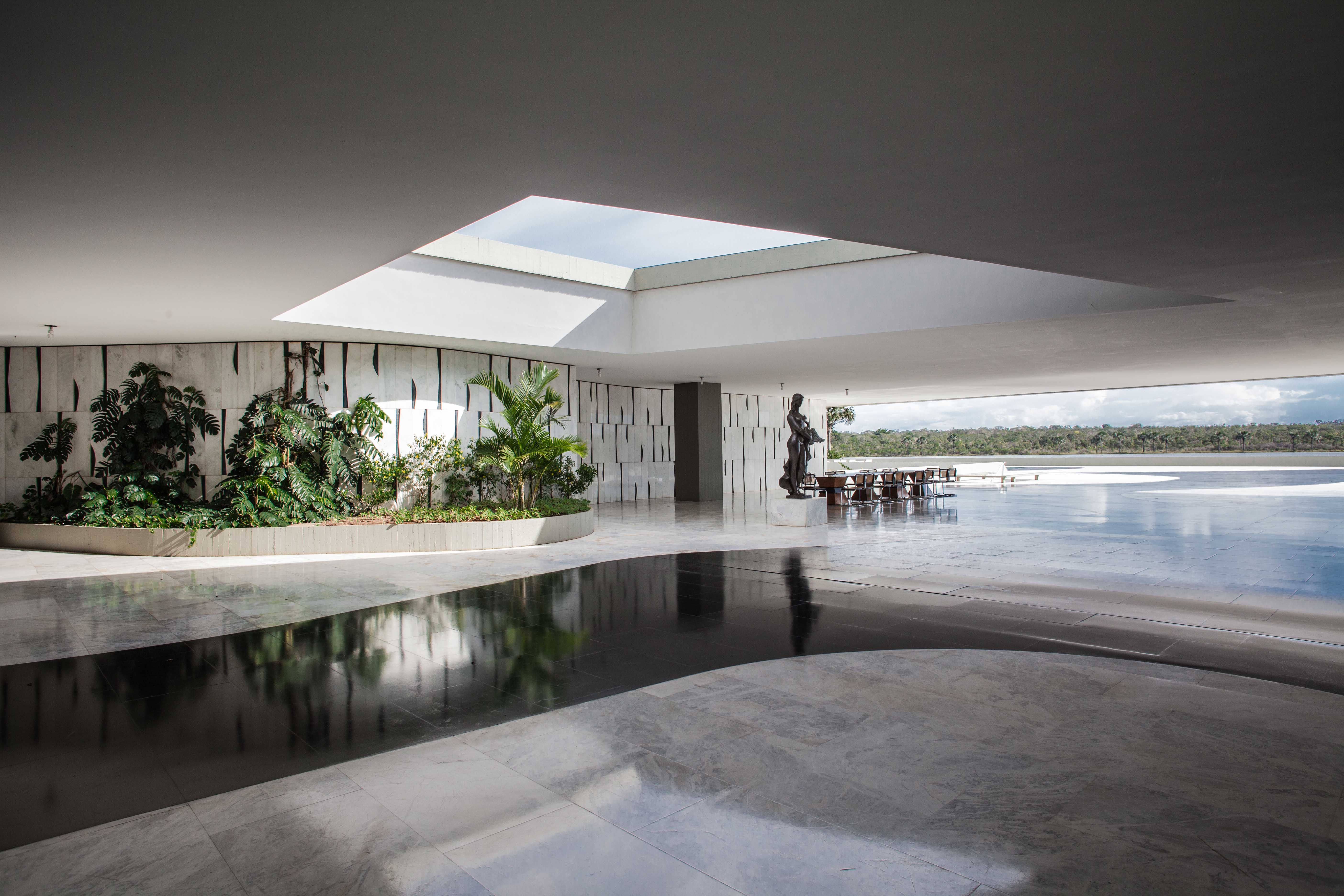
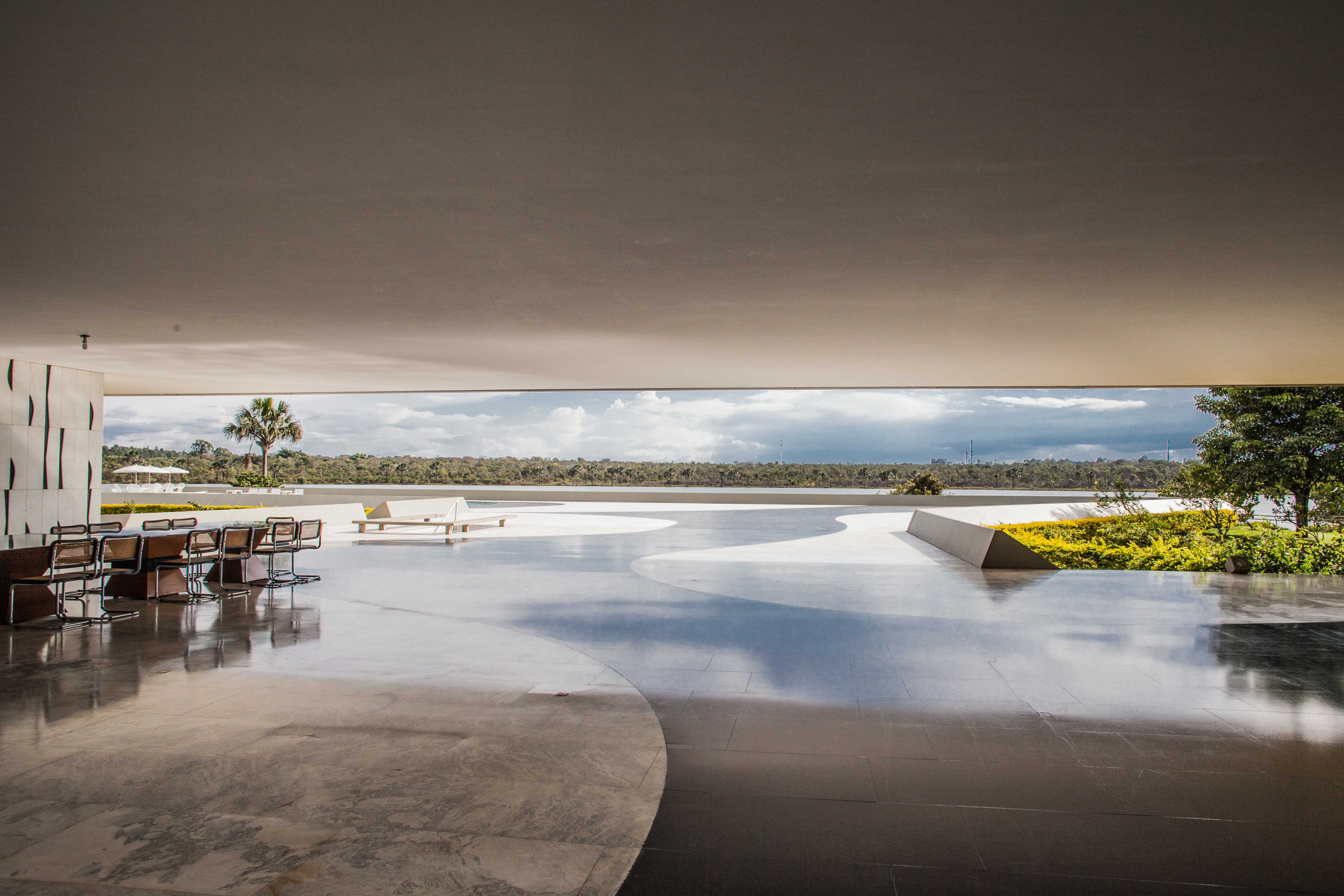
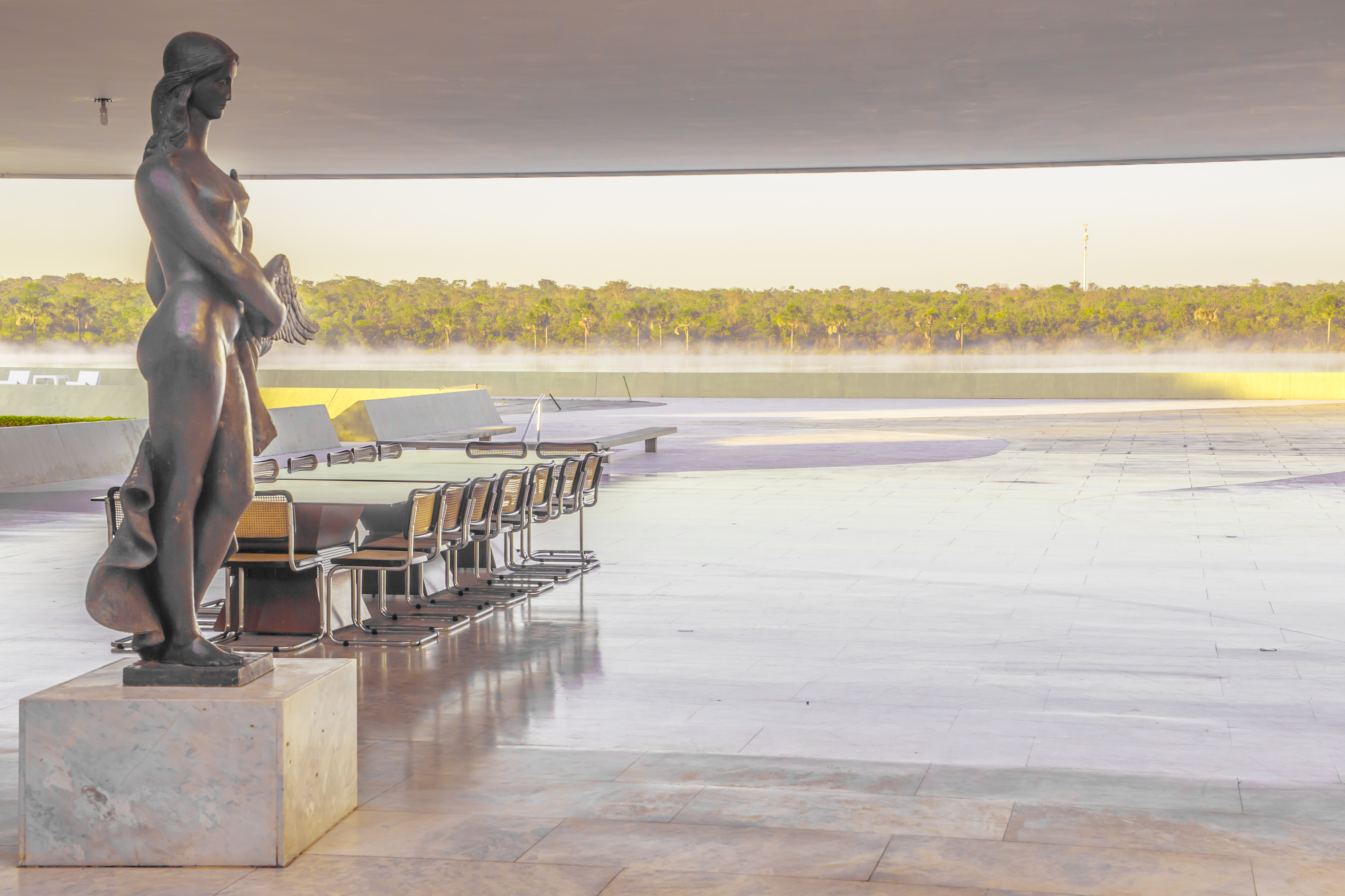
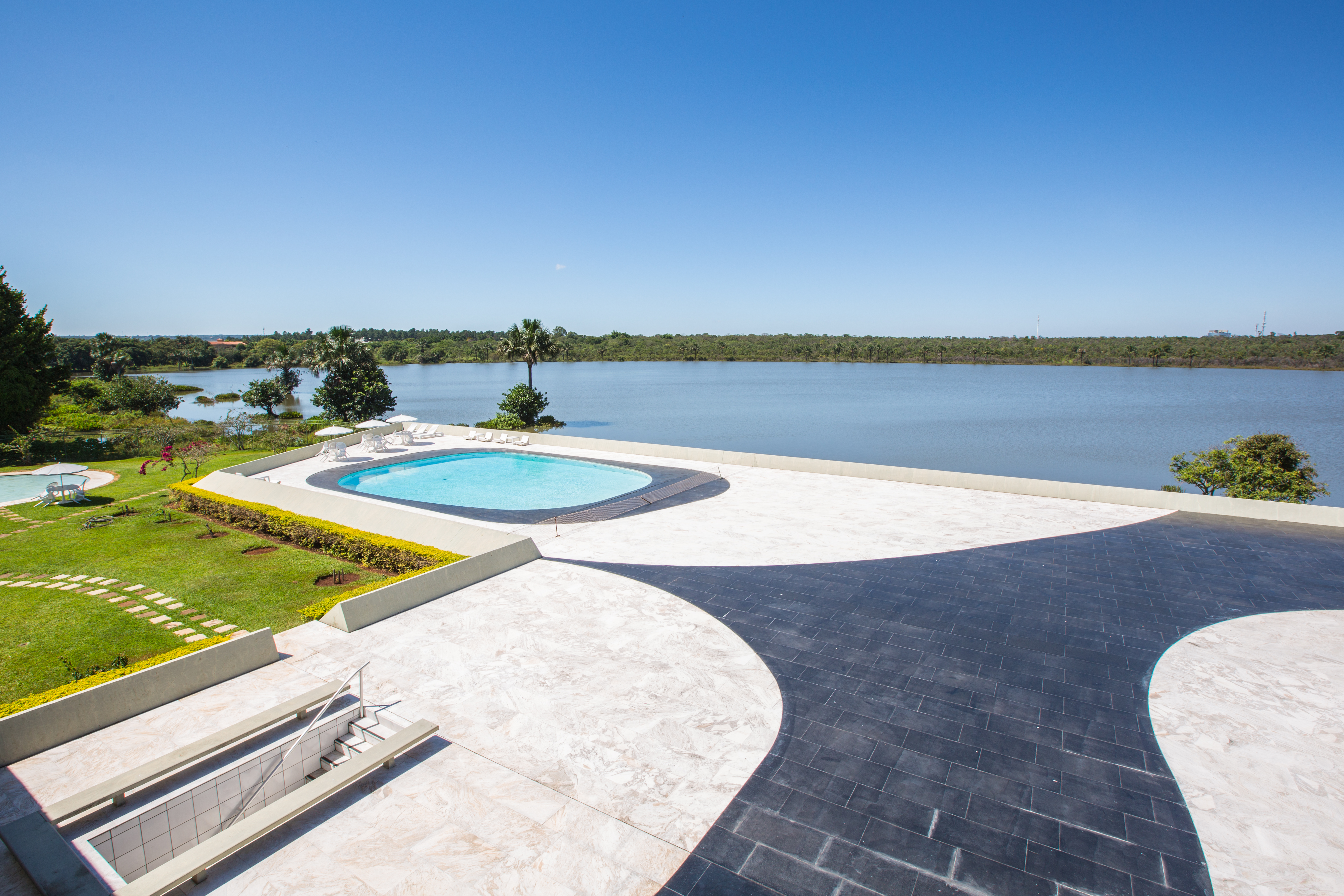
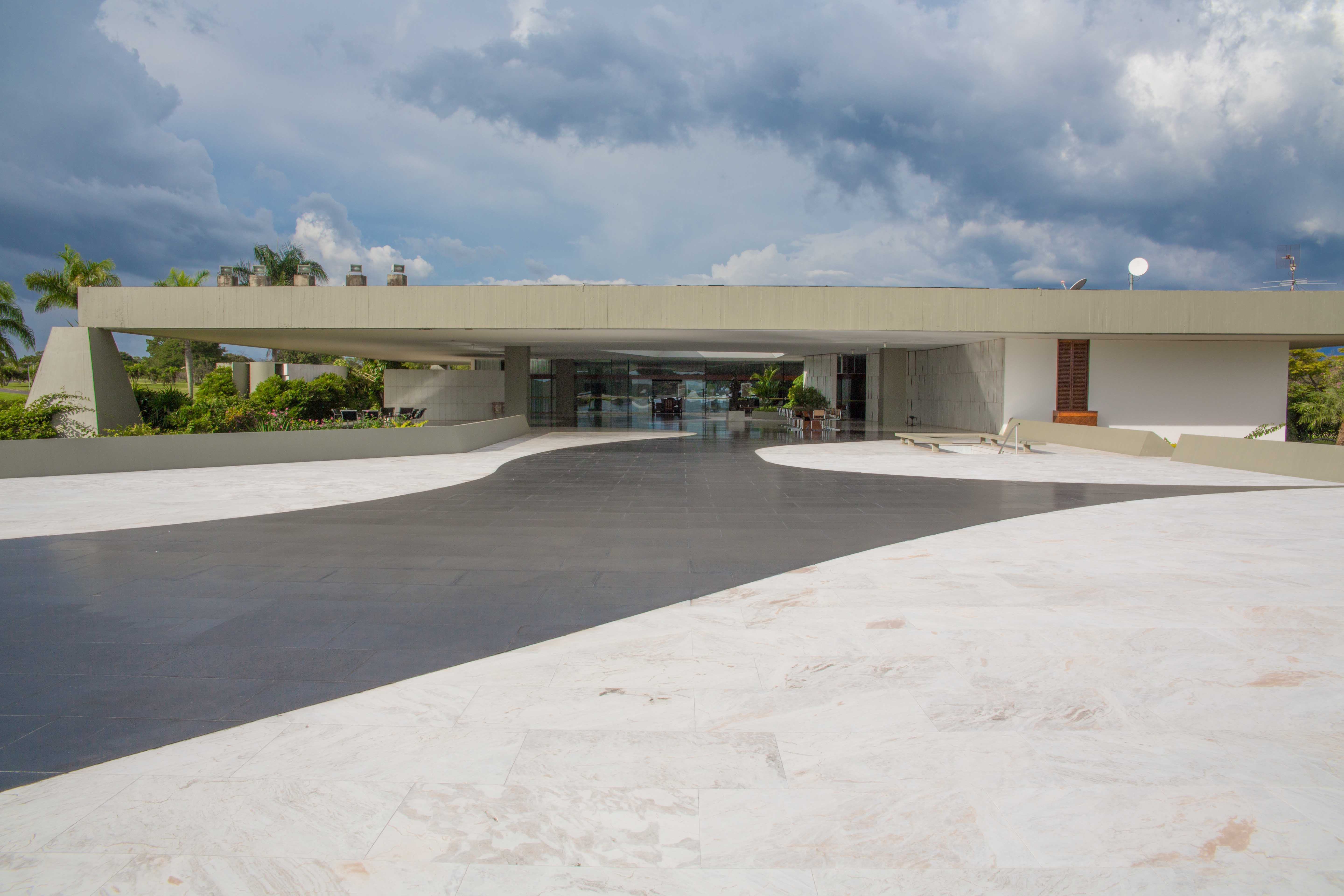
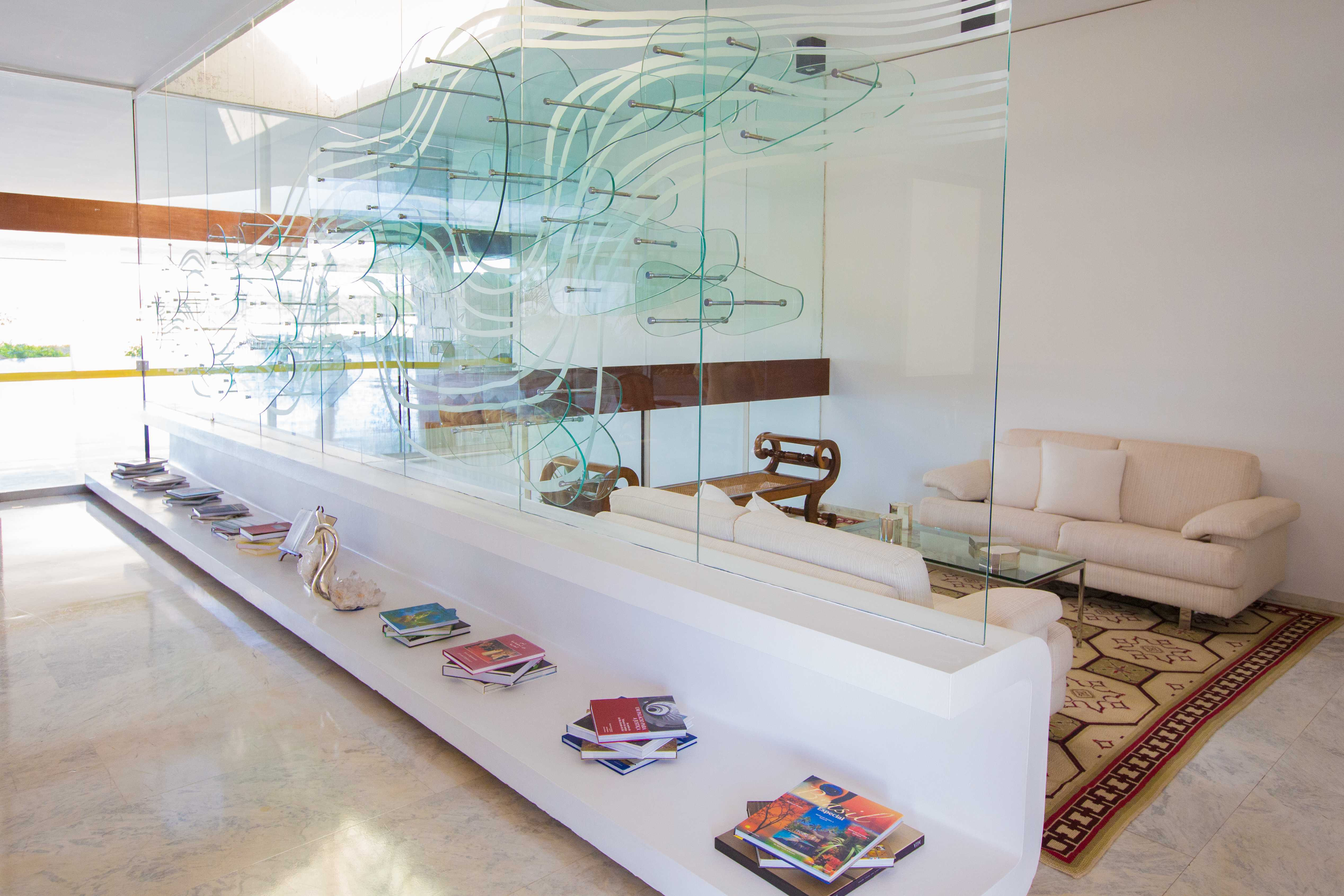
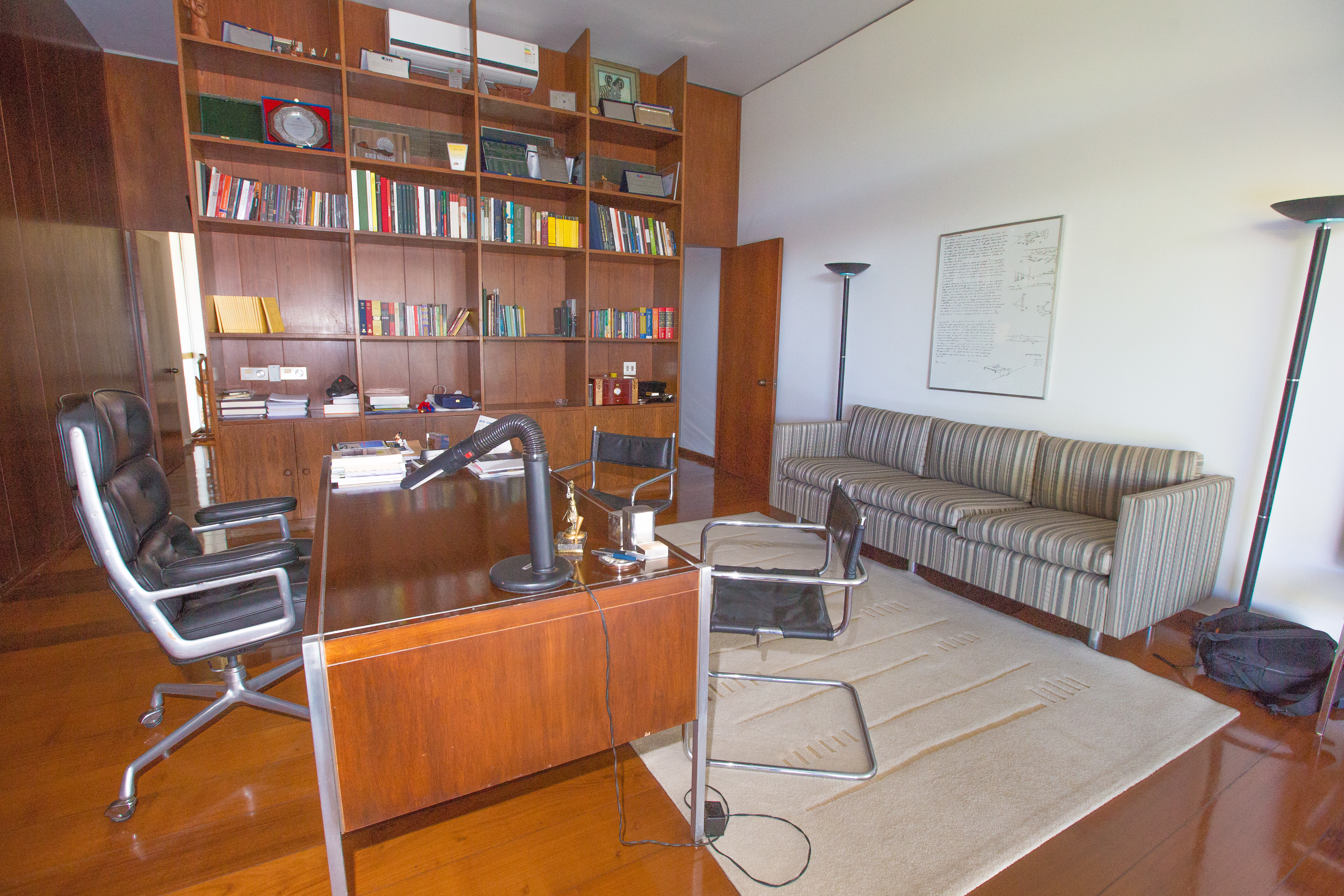
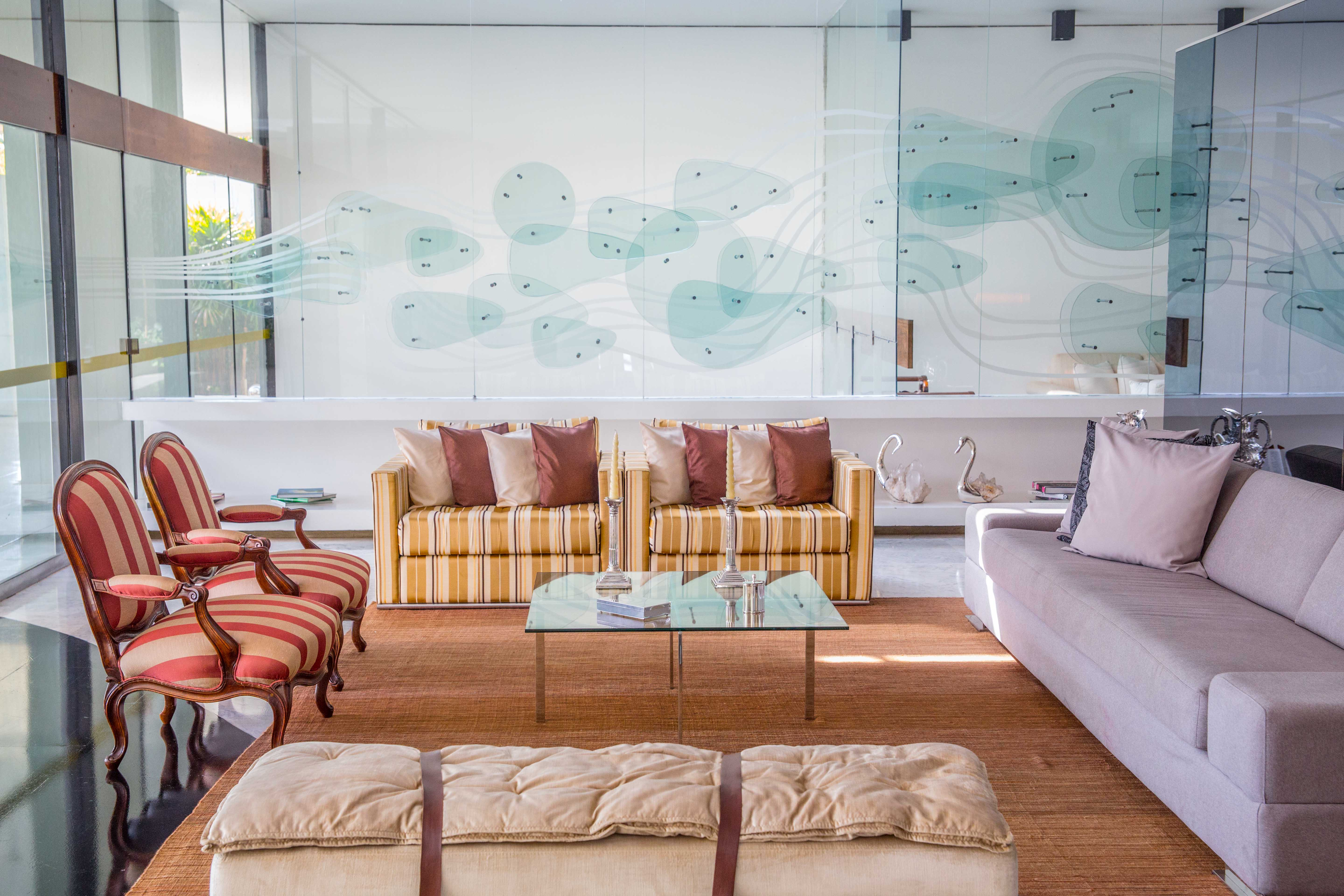
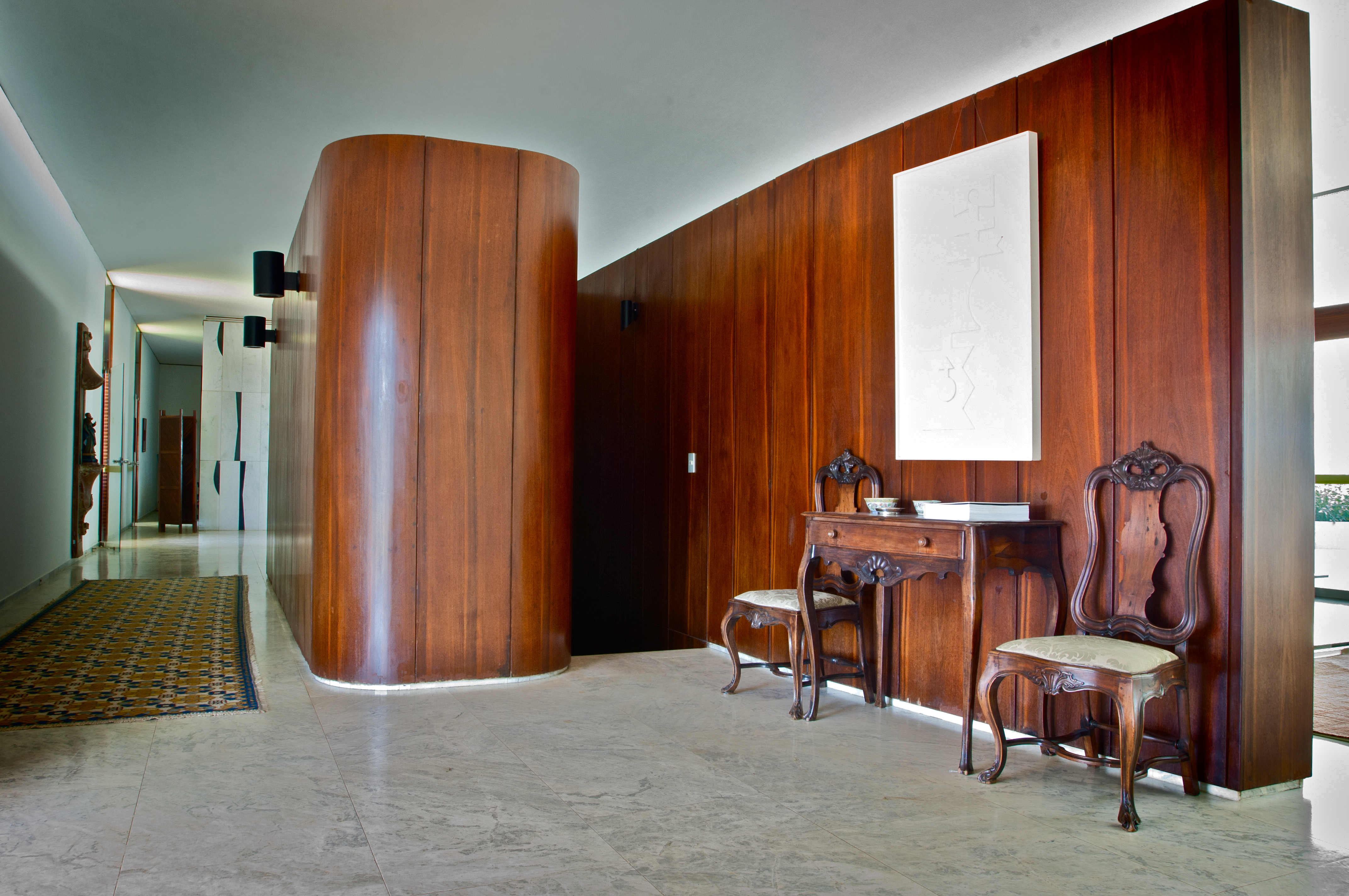
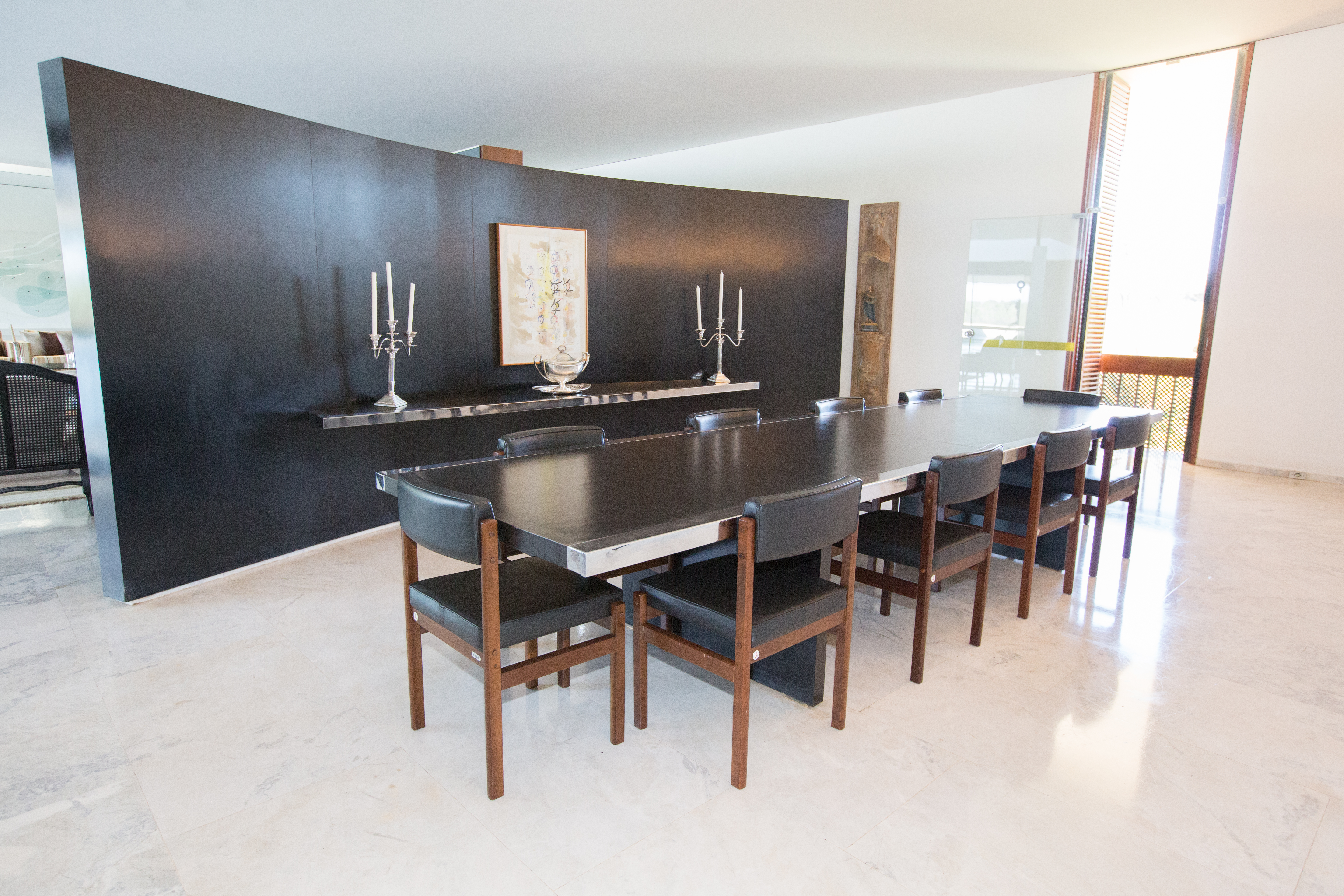
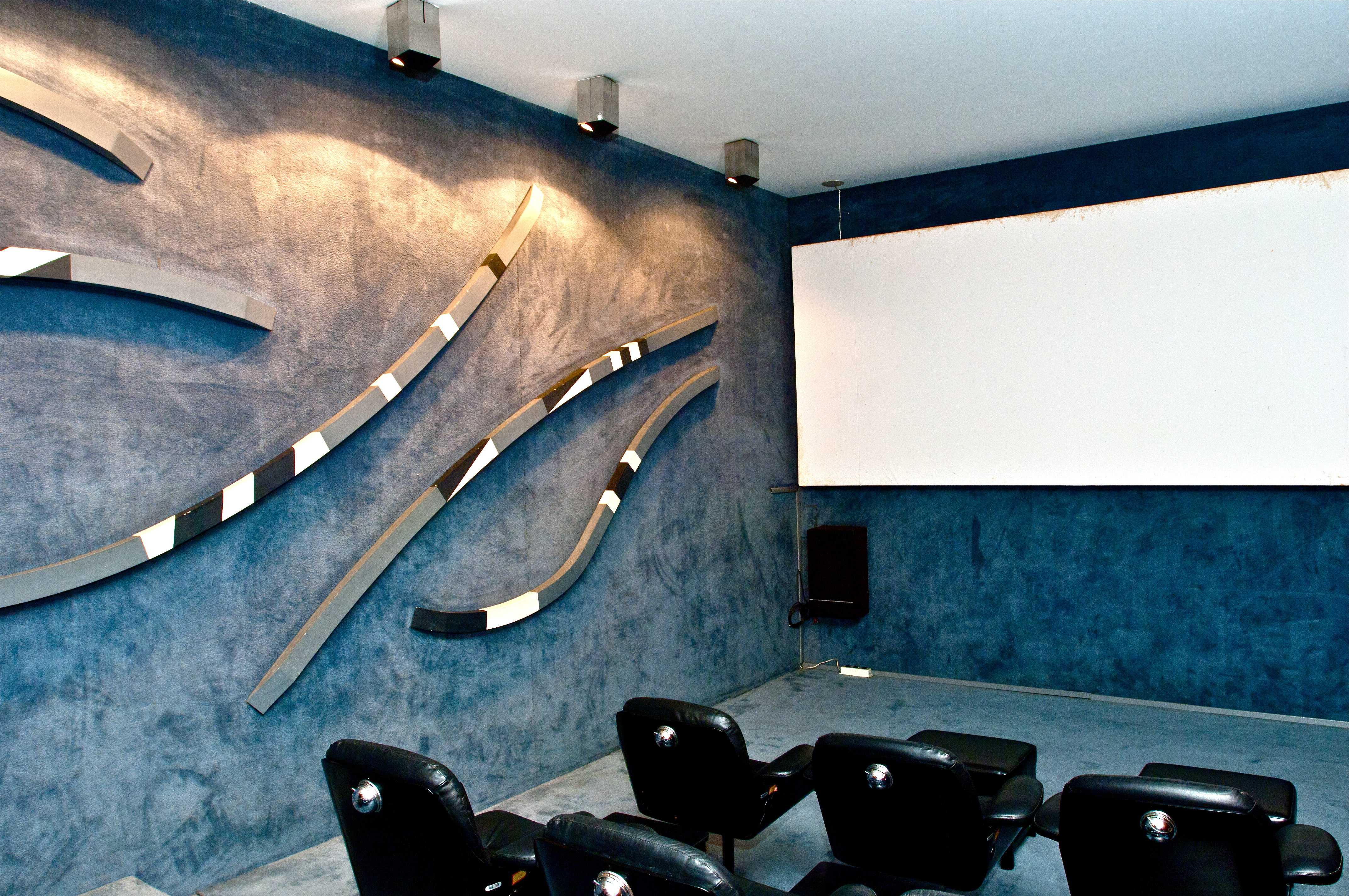
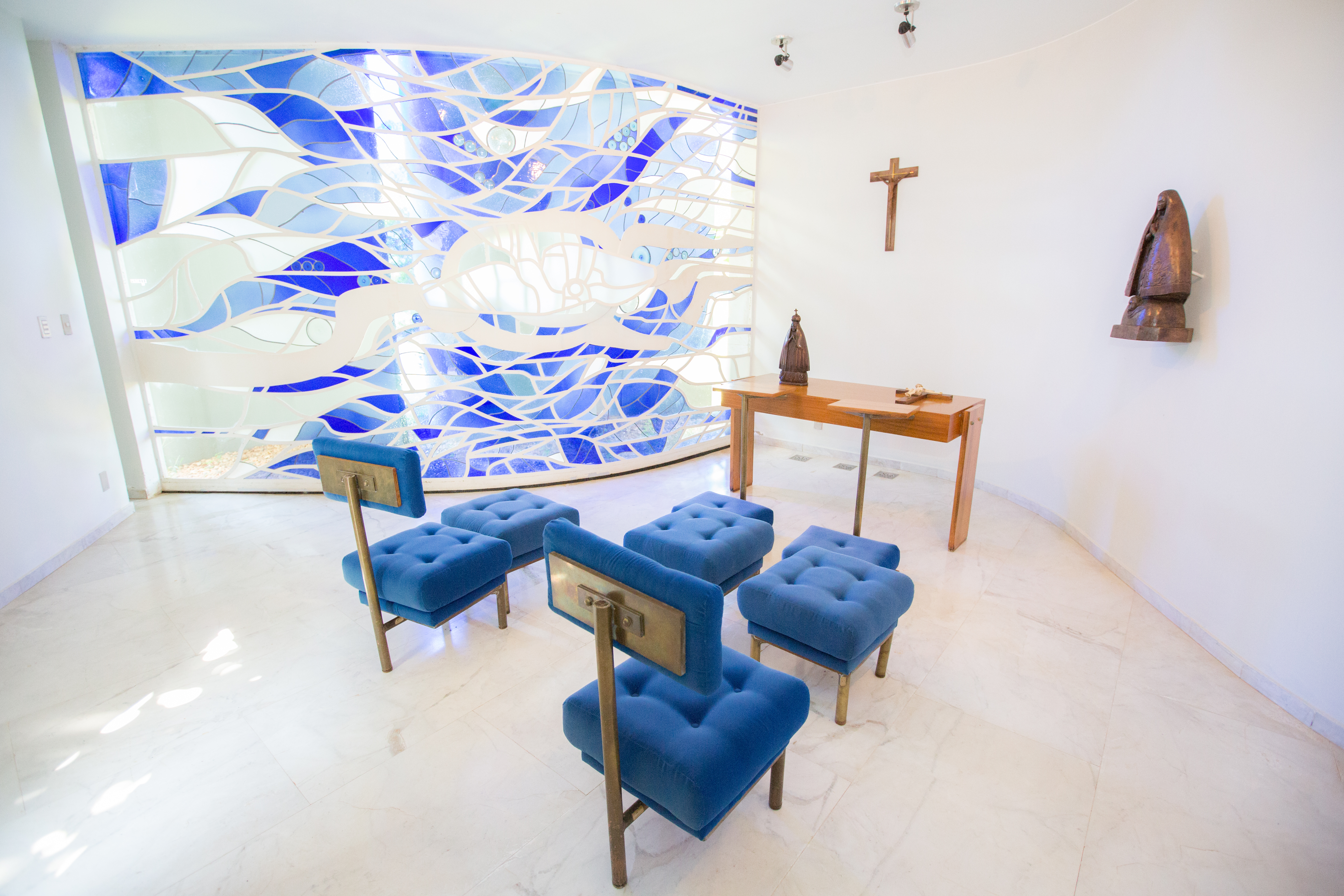

## Histoire
Le poste de vice-président de la république fédérative du Brésil a été créé par la Constitution de 1891, mais il existait déjà depuis 1889 au moment de la proclamation de la république en 1889. Le poste a été aboli durant la période Vargas, mais a été rétabli dans la Constitution de 1946.
| | Nom                          | État d'origine      | Début            | Fin                 | Parti     | Président                          |
| --- | ---------------------------- | ------------------- | ---------------- | ------------------- | --------- | ---------------------------------- |
| 1 | Floriano Vieira Peixoto      | Alagoas             | 26 février 1891  | 23 novembre 1891    |           | Deodoro da Fonseca                 |
| 2 | Manuel Vitorino              | Bahia               | 15 novembre 1894 | 15 novembre 1898    |           | Prudente de Morais                 |
| 3 | Rosa e Silva                 | Pernambuco          | 15 novembre 1898 | 15 novembre 1902    |           | Campos Sales                       |
| - | Silviano Brandão             | Minas Gerais        |                  |                     | PRM       | Rodrigues Alves                    |
| 4 | Afonso Pena                  | Minas Gerais        | 17 juin 1903     | 15 novembre 1906    | PRM       | Rodrigues Alves                    |
| 5 | Nilo Peçanha                 | Rio de Janeiro      | 15 novembre 1906 | 14 juin 1909        |           | Afonso Pena                        |
| 6 | Venceslau Brás               | Minas Gerais        | 15 novembre 1910 | 15 novembre 1914    | PRM       | Hermes da Fonseca                  |
| 7 | Urbano Santos                | Maranhão            | 15 novembre 1914 | 15 novembre 1918    |           | Venceslau Brás                     |
| 8 | Delfim Moreira               | Minas Gerais        | 15 novembre 1918 | 1er juillet 1920    | PRM       | Rodrigues Alves Epitácio Pessoa    |
| 9 | Bueno de Paiva               | Minas Gerais        | 10 novembre 1920 | 15 novembre de 1922 | PRM       | Epitácio Pessoa                    |
| 10 | Estácio Coimbra              | Pernambuco          | 15 novembre 1922 | 15 novembre 1926    |           | Artur Bernardes                    |
| 11 | Fernando de Mello Vianna     | Minas Gerais        | 15 novembre 1926 | 24 octobre 1930     | PRM       | Washington Luís                    |
| - | Vital Soares                 | Bahia               |                  |                     |           | Júlio Prestes                      |
| Le poste de vice-président de la République est aboli par la Constitution de 1934 et rétabli par la Constitution de 1946 |                              |                     |                  |                     |           |                                    |
| 12 | Nereu Ramos                  | Santa Catarina      | 31 janvier 1946  | 31 janvier de 1951  | PSD       | Gaspar Dutra                       |
| 13 | Café Filho                   | Rio Grande do Norte | 31 janvier 1951  | 24 août 1954        | PSP       | Getúlio Vargas                     |
| 14 | João Goulart                 | Rio Grande do Sul   | 31 janvier 1956  | 7 septembre 1961    | PTB       | Juscelino Kubitschek Jânio Quadros |
| 15 | José Maria Alckmin           | Minas Gerais        | 15 avril 1964    | 15 mars 1967        | PSD/ARENA | Castelo Branco                     |
| 16 | Pedro Aleixo                 | Minas Gerais        | 15 mars 1967     | 6 octobre 1969      | ARENA     | Arthur da Costa e Silva            |
| 17 | Augusto Rademaker            | Rio de Janeiro      | 30 octobre 1969  | 15 mars 1974        | ARENA     | Emílio Garrastazu Médici           |
| 18 | Adalberto Pereira dos Santos | Rio Grande do Sul   | 15 mars de 1974  | 15 mars 1979        | ARENA     | Ernesto Geisel                     |
| 19 | Aureliano Chaves             | Minas Gerais        | 15 mars 1979     | 15 mars 1985        | ARENA/PDS | João Figueiredo                    |
| 20 | José Sarney                  | Maranhão            | 15 mars 1985     | 21 avril 1985       | PMDB      | Tancredo Neves                     |
| 21 | Itamar Franco                | Minas Gerais        | 15 mars 1990     | 29 décembre 1992    | PRN       | Fernando Collor                    |
| 22 | Marco Maciel                 | Pernambuco          | 1er janvier 1995 | 1er janvier 2003    | PFL       | Fernando Henrique Cardoso          |
| 23 | José Alencar                 | Minas Gerais        | 1er janvier 2003 | 31 décembre 2010    | PL/PRB    | Luiz Inácio Lula da Silva          |
| 24 | Michel Temer                 | São Paulo           | 1er janvier 2011 | 31 août 2016        | PMDB      | Dilma Rousseff                     |
| 25 | Hamilton Mourão              | Rio Grande do Sul   | 1er janvier 2019 | 1er janvier 2023    | PRTB/REP  | Jair Bolsonaro                     |
| 26 | Geraldo Alckmin              | São Paulo           | 1er janvier 2023 | en fonction         | PSB       | Luiz Inácio Lula da Silva          |